# Fafá (álbum)
Fafá é o décimo segundo álbum de estúdio da cantora brasileira Fafá de Belém, lançado em 1989, pela gravadora RCA.

## Faixas

### Lado A
| N.º | Título                                           | Compositor(es)                                                | Duração |  |
| 1.  | "Amor Cigano"                                    | Michael Sullivan, Paulo Massadas                              | 4:40    |  |
| 2.  | "Será"                                           | Carlos Colla, Marcos Valle                                    | 4:38    |  |
| 3.  | "Nuvem de Lágrimas" (Part. Chitãozinho & Xororó) | Paulinho Rezende, Paulo Debétio                               | 4:14    |  |
| 4.  | "Volta Logo"                                     | Ed Wilson, Fafá de Belém                                      | 4:16    |  |
| 5.  | "Só Pra Te Ver Feliz"                            | José Augusto, Paulo Sérgio Valle                              | 4:11    |  |
| 6.  | "Chorando Se Foi (Llorando Se Fue)"              | Gonzales, Ulisses Hermosa / Versão: José Ari, Márcia Ferreira | 3:18    |  |

### Lado B
| N.º | Título                             | Compositor(es)                   | Duração |  |
| 1.  | "Coração do Agreste"               | Aldir Blanc, Moacyr Luz          | 4:14    |  |
| 2.  | "Coisas Mais Loucas"               | Michael Sullivan, Paulo Massadas | 4:26    |  |
| 3.  | "Conversa Bonita"                  | Chico Roque, Paulo Sérgio Valle  | 3:40    |  |
| 4.  | "Eu Preciso De Você Na Minha Vida" | Carlos Colla, Marcos Valle       | 4:23    |  |
| 5.  | "Ninguém Vive Sem Amor"            | Almir Bezerra                    | 4:37    |  |
| 6.  | "Nova Delhi"                       | Paulinho de Camafeu              | 3:53    |  |